# Если верить Лопотухину…
«Если верить Лопотухину…» — советский двухсерийный художественный телефильм Михаила Козакова, поставленный по пьесе Александра Хмелика «Гуманоид в небе мчится».

## Сюжет
Фильм рассказывает о весьма неординарных событиях, которые произошли в школе после того, как Вася Лопотухин опоздал на урок из-за встречи с инопланетянами.

## В ролях
- Гриша Евсеев — Вася Лопотухин
- Леонид Броневой — Юрий Леонидович, директор школы / гуманоид
- Светлана Крючкова — Алла Константиновна, учительница математики
- Борислав Брондуков — дядя Коля
- Виталий Леонов (Степан Иванович) и Иван Уфимцев (Иван Степанович) — приятели дяди Коли
- Вася Арканов — Шафиров
- Наташа Збруева — Малахова
- Антон Наркевич — Павлов
- Максим Кондратьев — Петров
- Максим Широков — Полуэктов

## Съёмочная группа
- сценарий: Александр Хмелик
- постановка: Михаил Козаков
- оператор-постановщик: Александр Княжинский
- художник-постановщик: Юрий Углов
- композитор: Георгий Гаранян
- инструментальный ансамбль «Мелодия»

Вася Лопотухин и Катя Малахова являются персонажами фильма «Новые приключения капитана Врунгеля» (1978), снятого также по сценарию А. Хмелика. В сцене самодеятельного спектакля звучит текст поэмы Давида Самойлова «Струфиан» («История похищения Александра I летающими тарелками»). На дискотеке звучат песни «Rock This Town»[en] в исполнении группы «Stray Cats» и «Всё могут короли» в исполнении Аллы Пугачёвой (первая серия); «Песня о сентиментальном боксёре» в исполнении Владимира Высоцкого (вторая серия).
Григорий Евгеньевич Евсеев (1967—2017), исполнитель заглавной роли, найденный съёмочной группой в обычной московской школе, впоследствии окончил геологический факультет МГУ по отделению геофизики и не имел отношения к кинематографу.